# Интервјуи са Путином
Интервјуи са Путином (енгл. The Putin Interviews) је телевизијски документарац у режији америчког редитеља Оливера Стоуна, у којем је Стоун интервјуисао руског председника Владимира Путина. Документарац се састоји из четири једночасовне епизоде. Епизоде су премијерно приказане  четири вечери заредом од 12. до 15. јуна 2017. на америчком кабловском каналу  Шоутајм.
Оливер Стоун се упознао са Путином, када је допутовао у Русију 2015. ради разговора са Едвардом Сноуденом, током процеса снимања биографског филма Сноуден. Амерички редитељ је  интервјуисао Путина у више наврата у периоду од јула 2015. до фебруара 2017. У средишту су били разговори о руско-америчким односима, украјинској кризи, ширењу НАТО алијансе, оптужбама запада за непоштовање људских права, Едварду Сноудену, демократији, оптужбама да је Русија утицала на америчке изборе 2016. и многим другим темама. Стоун је истакао да је главни циљ ових интервјуа да амерички грађани саслушају и разумеју руску страну и да се заустави даље погоршавање односа између две моћне земље.